# Archie Stark
Archibald McPherson Stark (ur. 21 grudnia 1897 w Glasgow, zm. 27 maja 1985 w Kearny) – amerykański piłkarz, który występował na pozycji napastnika, reprezentant Stanów Zjednoczonych.

## Dzieciństwo
Urodził się i dorastał w Szkocji, jednak gdy Archie miał 13 lat, wraz z rodziną przeniósł się do Stanów Zjednoczonych. Jego rodzina osiedliła się hrabstwie Hudson, w stanie New Jersey, gdzie Archie zapisał się do swojego pierwszego klubu, West Hudson Junior. W wieku zaledwie 14 lat Stark trafił do Kearny Scots, gdzie rozpoczął seniorską karierę.

## Kariera klubowa

### Wczesna kariera
W 1915, wraz z Kearny Scots wygrał swoje pierwsze trofeum – American Cup 1915, gdzie w finale Scots pokonali Brooklyn Celtic 1:0 po golu Starka. Po sezonie 1915/1916 Stark przeniósł się do klubu Babcock & Wilcox. Karierę Starka przerwało przystąpienie do armii Stanów Zjednoczonych, które w 1917 przystąpiły do I wojny światowej. Podczas wojny, Stark stacjonował we Francji.

### Powrót po wojnie
Do USA wrócił w 1919, gdzie zaczął grę dla Paterson, z którym dotarł do finału National Challenge Cup, przegrywając 2:0 z Bethlehem Steel. Po epizodzie dla Paterson, Stark przeniósł się do Kearny, gdzie swoją siedzibę miał klub Erie A.A i tam spędził dwa sezony. Po sezonie 1920/1921 zakończył współpracę z Erie A.A. i przeszedł do New York Field Club. W sezonie 1923/1924 strzelił 21 ligowych goli, które pozwoliły mu został po raz pierwszy królem strzelców. W nowojorskim klubie spędził trzy sezony, w których strzelił 56 goli w 80 meczach. W samej American Soccer League wystąpił w 69 meczach strzelając 45 goli, pozostałe 11 trafień i 11 występów zanotował w krajowym pucharze.

### Bethlehem Steel
Po sezonie 1923/1924 zaczął grać dla Bethlehem Steel, gdzie przesunięto go z pozycji prawego skrzydłowego, na której grał w poprzednich latach, na środkowego napastnika. Już w pierwszym sezonie, Stark strzelił 67 goli w 44 meczach w ASL, co stanowi Światowy Rekord. W pierwszym sezonie zdobył koronę króla strzelców. W rozgrywkach ligowych udało mu się także 8-krotnie skompletować hat–tricka. Łącznie w sezonie 1924/1925 (wliczając puchar ligi) strzelił 70 goli. Z Beethlehem wywalczył 2. miejsce w lidze. W drugim sezonie udało mu się zdobyć pierwsze trofeum dla klubu–1925/1926 National Challenge Cup, w którym 11 kwietnia pokonali Ben Millers 7:2, a Stark został bohaterem spotkania strzelając 3 gole. Łącznie w sezonie 1925/1926 strzelił 54 goli w 45 meczach, a w lidze 43 goli w 37 meczach. W sezonie 1926/1927 Bethlehem Steel wygrał po raz pierwszy ASL, a Archie Stark zakończył sezon z 23 golami w lidze, łącznie strzelając 25 goli. Sezon 1927/1928 zakończył z 34 golami, z czego 27 strzelił w lidze. 20 z nich zdobył w regularnym sezonie, zaś 7 pozostałych zdobył w fazie play–off (w tym 3 w wygranym finałowym dwumeczu).
W sezonie 1928/1929 rozegrał tylko 7 meczów i strzelił 2 gole w ASL. Było to spowodowane tzw. Soccer War, czyli sporem pomiędzy American Soccer League, a Amerykańskim Związkiem Piłkarskim. Władze ASL zbojkotowały rozgrywki narodowego pucharu we wrześniu 1928. Z bojkotu wyłamały się 3 drużyny (w tym Bethlehem Steel), na które wkrótce zostało nałożone wykluczenie ze struktur ligowych i kara pieniężna w wysokości 1000 dolarów. W odpowiedzi United States Football Associaction utworzył nowe rozgrywki–Eastern Professional Soccer League, do którego dołączyły wszystkie 3 wykluczone kluby. W sezonie 1928/1929 w EPSL strzelił 41 goli i został królem strzelców. Rozegrał jeszcze 7 meczów i strzelił 9 goli w 1929 EPSL. Po upadku tej ligi rozegrał 19 meczów i strzelił 28 goli w American Soccer League. W 1930, z powodu Soccer War, a także sytuacji finansowej klubu, Bethlehem Steel zostało rozwiązane. Z tego powodu Stark przeniósł się do Newark Americans, jeszcze wcześnie przebywając na turnieju w Europie z Fall River Marksmen, które ostatecznie nie zdecydowało się pozyskać Starka ze względu na problemy finansowe.

### Schyłek kariery
W pierwszym sezonie dla nowego klubu zdołał strzelić 15 goli, z czego 12 w lidze. W Newark grał do rozwiązania ASL (1933), jednakże statystyki z dwóch pozostałych sezonów zaginęły. Z powodu rozwiązania Newark Americans i ASL, Stark zaczął grę dla Kearny Irish, w którym w 1934 zakończył karierę. Z klubem zdobył mistrzostwo ligi, na zakończenie kariery został również królem strzelców: 22 goli (razem z Razzo Carrollem).

## Kariera reprezentacyjna
Jego debiut w barwach reprezentacji Stanów Zjednoczonych miał miejsce 27 czerwca w Quebec w meczu towarzyskim przeciwko Kanadzie, który przegrał 1:0. Drugi mecz rozegrał 8 listopada tego samego roku w Nowym Jorku. Jego zespół wygrał 6:1, a on sam strzelił 5 bramek. Miał możliwość reprezentowania swojego kraju na Mistrzostwach Świata 1930, lecz odrzucił propozycję gry z powodu sytuacji finasowej, a później wybierając europejskie tournée z Fall River Marksmen.
W 1950, Archie Stark został wprowadzony do National Soccer Hall of Fame.

## Statystyki kariery

### Klubowe
| Klub                | Sezon     | Liga    | Liga  | Liga   | Puchar kraju | Puchar kraju | Puchar ligi | Puchar ligi | Suma  | Suma   |
| Klub                | Sezon     | Liga    | Mecze | Bramki | Mecze        | Bramki       | Mecze       | Bramki      | Mecze | Bramki |
| ------------------- | --------- | ------- | ----- | ------ | ------------ | ------------ | ----------- | ----------- | ----- | ------ |
| Kearny Scots        | 1912/1913 | NAFL    |       |        |              |              |             |             |       |        |
| Kearny Scots        | 1913/1914 | NAFL    |       |        |              |              |             |             |       |        |
| Kearny Scots        | 1914/1915 | NAFL    |       |        |              |              |             |             |       |        |
| Kearny Scots        | 1915/1916 | NAFL    |       |        |              |              |             |             |       |        |
| Babcock & Wilcox    | 1916/1917 | NAFL    |       |        |              |              |             |             |       |        |
| West Hudson         | 1917/1918 | NAFL    |       |        |              |              |             |             |       |        |
| Paterson F.C.       | 1918/1919 | NAFL    |       |        |              |              |             |             |       |        |
| Erie A.A.           | 1919/1920 | NAFL    |       |        |              |              |             |             |       |        |
| Erie A.A.           | 1920/1921 | NAFL    |       |        |              |              |             |             |       |        |
| New York Field Club | 1921/1922 | ASL     | 21    | 13     | 2            | 2            |             |             | 23    | 15     |
| New York Field Club | 1922/1923 | ASL     | 23    | 11     | 5            | 6            |             |             | 28    | 17     |
| New York Field Club | 1923/1924 | ASL     | 25    | 21     | 4            | 3            |             |             | 29    | 24     |
| Bethlehem Steel     | 1924/1925 | ASL     | 44    | 67     |              |              | 2           | 3           | 46    | 70     |
| Bethlehem Steel     | 1925/1926 | ASL     | 37    | 43     | 5            | 7            | 3           | 4           | 45    | 54     |
| Bethlehem Steel     | 1926/1927 | ASL     | 29    | 23     | 3            | 0            | 1           | 2           | 33    | 25     |
| Bethlehem Steel     | 1927/1928 | ASL     | 46    | 27     | 2            | 1            | 4           | 6           | 52    | 34     |
| Bethlehem Steel     | 1928/1929 | ASL     | 7     | 2      |              |              |             |             | 7     | 2      |
| Bethlehem Steel     | 1928/1929 | EPSL    | 32    | 41     | 4            | 6            |             |             | 36    | 47     |
| Bethlehem Steel     | 1929      | EPSL    | 7     | 9      |              |              |             |             | 7     | 9      |
| Bethlehem Steel     | 1929/1930 | ASL     | 19    | 28     | 5            | 6            |             |             | 24    | 34     |
| Newark Americans    | 1930      | ASL     | 19    | 12     | 4            | 3            |             |             | 23    | 15     |
| Newark Americans    | 1931      | ASL     | 12    | 2      | 1            | 1            |             |             | 13    | 3      |
| Newark Americans    | 1931      | ASL     | 11    | 4      | 3            | 1            |             |             | 14    | 5      |
| Kearny Irish        | 1933/1934 | ASL II  | 25    | 22     |              |              |             |             | 25    | 22     |
| Łącznie             | Łącznie   | Łącznie | 357   | 303    | 38           | 36           | 10          | 15          | 405   | 376    |

### Reprezentacyjne
| Reprezentacja     | Rok  | Mecze | Bramki |
| ----------------- | ---- | ----- | ------ |
| Stany Zjednoczone | 1925 | 2     | 5      |
| Suma              | Suma | 2     | 5      |

| Mecze i gole w reprezentacji | Mecze i gole w reprezentacji | Mecze i gole w reprezentacji | Mecze i gole w reprezentacji | Mecze i gole w reprezentacji | Mecze i gole w reprezentacji | Mecze i gole w reprezentacji |
| Lp.                          | Data                         | Miasto                       | Przeciwnik                   | Gol                          | Wynik                        | Rozgrywki                    |
| ---------------------------- | ---------------------------- | ---------------------------- | ---------------------------- | ---------------------------- | ---------------------------- | ---------------------------- |
| 1.                           | 27.06.1925                   | Quebec                       | Kanada                       |                              | 0:1                          | towarzyski                   |
| 2.                           | 8.11.1925                    | Nowy Jork                    | Kanada                       | Gol · Gol · Gol · Gol · Gol  | 6:1                          | towarzyski                   |

## Sukcesy

### Klubowe
- American Soccer League: 1926/1927, 1927/1928 (play–offy)
- American Cup: 1915
- National Challenge Cup: 1925/1926
- Lewis Cup: 1928
- Eastern Professional Soccer League: 1928/1929, 1929

### Indywidualne
- Król strzelców American Soccer League: 1923/1924 (21 goli), 1924/1925 (67 goli)

## Rekordy
- Światowy rekord za największą liczbę goli strzeloną w jednym sezonie ligowym: 67 goli (sezon 1924/1925)[7]
- Najskuteczniejszy zawodnik w historii American Soccer League: 253 bramki[8]